# Flugplatz Ouadda

i7
i11
i13
Der Flugplatz Ouadda (französisch Aérodrome de Ouadda, IATA-Code: ODA, ICAO-Code: FEFW) liegt bei der Kleinstadt Ouadda in der Präfektur Haute-Kotto im Nordosten der Zentralafrikanischen Republik.
Der Flugplatz liegt 7 Kilometer südlich der Stadt auf einer Höhe von 750 Metern; er ist von der Route nationale 5 aus zugängig. Seine Start- und Landebahn ist unbefestigt und verfügt nicht über eine Befeuerung. Der Flughafen kann nur tagsüber und nur nach Sichtflugregeln angeflogen werden. Er verfügt über keine regulären Passagierverbindungen.